# Choroba Perthesa
Choroba Perthesa, osteochondroza młodzieńcza głowy kości udowej (choroba Legga-Calvégo-Perthesa, łac. osteochondrosis coxae iuvenilis, ang. Legg-Calvé-Perthes disease) – choroba należąca do grupy jałowych martwic kości. Martwica obejmuje głowę kości udowej.

## Epidemiologia
Dotyczy najczęściej chłopców (4:1) między 3. a 14. rokiem życia, szczyt przypada na 5–6 rok życia. Częstość występowania to 1:1200–9000. U dzieci innych ras niż biała choroba występuje sporadycznie. Zwykle zajęty jest jeden staw biodrowy, choć postać obustronna ma miejsce w 12–16% przypadków.

## Etiologia
Etiologia jest niejasna i prawdopodobnie wynika z anomalii naczyń krwionośnych bliższej części kości udowej lub zaburzeń hormonalnych.

## Objawy i przebieg

### Wyróżnia się cztery stadia choroby:[2]
1. okres niedokrwienia (martwicy) nasady głowy kości udowej, z zahamowaniem jej wzrostu,
2. okres resorpcji, fragmentacji i naprawy:
  - martwą kość zastępuje tkanka włóknista,
  - może nastąpić deformacja nasady,
  - pozorna fragmentacja jądra kostnienia przez nowo wnikające naczynia krwionośne,
3. okres reossyfikacji – mineralizacja nowej kości w głowie kości udowej,
4. okres remodelowania głowy kości udowej – adaptacja nowej głowy do panewki stawu biodrowego.

Proces chorobowy trwa łącznie 3–5 lat.
Chorobę diagnozuje się na podstawie zdjęć RTG i badania klinicznego (p. niżej).
Jeśli choroba ma niepomyślny przebieg i powstaną zniekształcenia głowy kości udowej, mogą one przyspieszyć powstanie zmian zwyrodnieniowych w obrębie stawu biodrowego.
Objawy zgłaszane przez i obserwowane u dzieci:
- utykanie, zmniejszenie lub zmiana charakteru aktywności
- bóle kolana i uda, rzadko samego biodra

### Obraz w badaniu klinicznym:[2]
- utykanie
- bolesność w pachwinie
- staw kolanowy niebolesny, z pełnym zakresem ruchomości
- bólowe ograniczenie odwodzenia, rotacji wewnętrznej i zewnętrznej
- powstanie przykurczu zgięciowego
- dodatni objaw Drehmanna – podczas zginania biodra wymuszone jest odwiedzenie i rotacja zewnętrzna w stawie biodrowym
- dodatni objaw rolowania – obrona mięśniowa podczas badania rotacji wyprostowanej kończyny
- wyszczuplenie pośladka i uda po stronie chorego stawu
- możliwe skrócenie kończyny

### Obraz w badaniu klinicznym w późniejszym etapie choroby:[2]
- przykurcz może przyjmować formę zgięciowo-przywiedzeniowego
- dodatni objaw Trendelenburga
- dodatni objaw Duchenne'a
- dziecko może być małe lub niskie, jak na swój wiek

Obraz radiologiczny – zależy od fazy choroby:
- obniżenie (spłaszczenie) nasady głowy kości udowej,
- złamanie podchrzęstne,
- fragmentacja nasady,
- deformacja nasady,
- poszerzenie i skrócenie szyjki kości udowej,
- wysokie ustawienie krętarza większego kości udowej.

## Leczenie
- długotrwałe odciążenie chorej kończyny dolnej, od pół do roku (niekiedy do 4 lat), chodzenie o kulach,
- fizjoterapia:
  - ćwiczenia wzmacniające siłę mięśniową,
  - ćwiczenia utrzymujące ruchomość stawu biodrowego,
  - likwidacja przykurczów i zaników mięśniowych,
- w zaostrzeniach:
  - zakaz chodzenia i całkowity zakaz obciążania,
  - leżenie z wyciągiem pośrednim za obie kończyny dolne,
- obecnie nie stosuje się szyn odwodzących ani gipsowych,
- w przypadku niepowodzenia utrzymania zborności stawu biodrowego, w skrajnych przypadkach stosuje się leczenie operacyjne:
  - przezskórna tenotomia przywodzicieli,
  - osteotomie kości udowej (osteotomia szpotawiąca) i miednicy (osteotomia Saltera).

## Historia
Chorobę kolejno opisywali Arthur Thornton Legg w 1908, Johann Henning Waldenström w 1909, Georg Clemens Perthes i Jacques Calvé w 1910.